# Udara pullus
Udara pullus är en fjärilsart som beskrevs av James John Joicey och Talbot 1916. Udara pullus ingår i släktet Udara och familjen juvelvingar. Inga underarter finns listade i Catalogue of Life.